# Zbrodnia w Miechowicach
Zbrodnia w Miechowicach – zbrodnia wojenna popełniona w dniach od 25 do 27 stycznia 1945 przez żołnierzy Armii Czerwonej na 380 cywilnych mieszkańcach miejscowości Miechowice, obecnie dzielnicy Bytomia.
Walki o niewielkim nasileniu na terenie miejscowości rozpoczęły się już 25 stycznia. Po stronie sowieckiej udział bezpośredni brały jednostki 118 Korpusu Armii Czerwonej dowodzonego przez gen. mjr. Aleksieja Naumowa (korpus wchodził w skład 21 Armii gen. mjr. D. Gusiewa), w tym 128, 282 i 291 Dywizje Piechoty tegoż korpusu, wspomagane przez 100 i 237 Brygady Pancerne oraz 65 Brygada Piechoty Zmotoryzowanej. Według ustaleń śledztwa jednostki zmechanizowane nie brały udziału w tej zbrodni. Nie udało się też ustalić, żołnierze których jednostek piechoty są za nią odpowiedzialni. Po stronie niemieckiej udział brały resztki oddziału Volkssturmu z Tarnowskich Gór (niem. Tarnowitz).

## Przebieg wydarzeń
Od rana 25 stycznia w okolicy Miechowic toczyły się słabe walki pomiędzy rozproszonymi oddziałami Volkssturmu, wspomaganymi przez pojedynczych członków Hitlerjugend, a zwartymi jednostkami Armii Czerwonej. W ciągu dnia miejscowość, nie stawiająca oporu, została zajęta przez rosyjskich żołnierzy w zielonych mundurach o twarzach o azjatyckim wyglądzie (cytat z zeznań złożonych w śledztwie). Żołnierze wchodzili do piwnic i mieszkań w poszukiwaniu mężczyzn, których zabijano na miejscu. Poszukiwano osób młodych lub kalek, domniemywając, iż mogą to być żołnierze. W ten sposób zginął młody człowiek, kaleka po przebytej chorobie Heinego-Medina. Jedną z pierwszych ofiar był ksiądz wikary Jan Frencel (Johannes Frenzel), który został wezwany do jednej z ofiar. Został zatrzymany przez żołnierzy Armii Czerwonej. Jego zwłoki, ze śladami tortur, rozpoznano po koloratce podczas ekshumacji wspólnej mogiły.
Największe nasilenie mordów miało miejsce 27 stycznia. Bezpośrednim powodem była pogłoska o zabiciu majora Armii Czerwonej (inni świadkowie mówią o lejtnancie). Rozkaz do mordów miał wydać nieustalony wyższy oficer Armii Czerwonej. Fakt ten nie został potwierdzony przez żadnego bezpośredniego świadka, wszystkie świadectwa pochodzą od osób, które jedynie o tym słyszały. Żołnierze wpadali do mieszkań, głównie przy ulicy Stolarzowickiej. Ofiary zabijali na miejscu lub też odprowadzali na miejsce zbiorowych egzekucji, gdzie zabijano je strzałami z broni maszynowej i dobijano strzałami z pistoletów. W księgach parafialnych zachowały się następujące określenia miejsca mordu poszczególnych ofiar (pisownia oryginalna, cytuje się niektóre):
- koło waniel cmętarza
- w domie Bonka
- w domu przy ul Kościelnej
- w mieszkaniu własnym
- pod lasem
- w podworcu
- w piwnicy, w chronie

Zamordowanych pochowano w nieistniejącym już masowym grobie przy ul. Warszawskiej.
Świadkowie zeznali, że dokonywano gwałtów na wszystkich napotkanych kobietach. Jeden ze świadków zeznał, że mąż jednej ze zgwałconych, nie mogąc znieść hańby, jaką było zgwałcenie żony, zabił ją, a następnie sam popełnił samobójstwo.
Poza mieszkańcami Miechowic wymordowano też niektórych z przebywających w Miechowicach Polaków, robotników przymusowych, zakwaterowanych u rodzin śląskich.

## Liczba ofiar
Dla potrzeb śledztwa przyjęto liczbę 880 ofiar. W toku śledztwa potwierdzono zamordowanie 380 osób, a zidentyfikowano 230 (213 na podstawie wpisów do ksiąg Urzędu Stanu Cywilnego w Bytomiu, 113 – mogiła zbiorowa, zapis w księgach parafialnych parafii pod wezwaniem Bożego Ciała w Miechowicach, 85 – groby pojedyncze, zapis w księgach parafialnych parafii pod wezwaniem Świętego Krzyża w Miechowicach oraz 97 w mogile zbiorowej w tejże samej parafii, niektóre nazwiska ujęte w spisie USC oraz w księgach parafialnych powtarzają się).